# 本通ヒルズ
本通ヒルズ（ほんどおりヒルズ、Hondori hills）は広島県広島市中区本通にあるテナントビルである。

## 概要

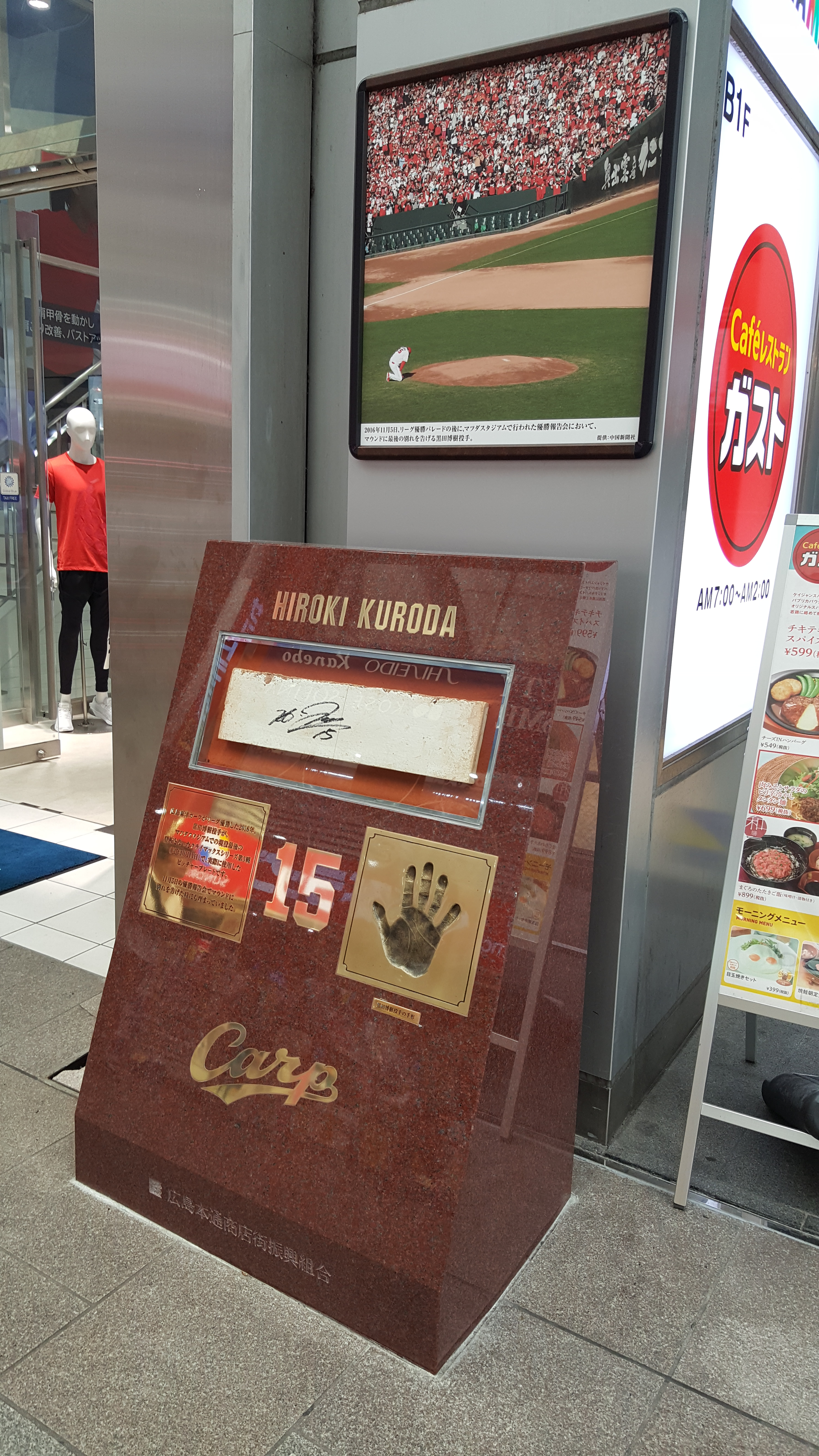
黒田博樹の石碑

- 元々この地に店舗を構えていた多山文具と渡部陶苑による共同ビルで2006年（平成18年）6月に着工した。2007年（平成19年）8月17日に完成し、8月24日にオープン（一部店舗は9月にオープンした）。
- ビルは地下1階、地上7階建てで、多山文具・渡部陶苑の他テナントが入居する。
- 本通商店街側の建物前には元広島東洋カープ・黒田博樹の引退に際して作られた石碑が建てられている。

## フロア概要
- 地下1階 ガスト広島本通店
- 1階・2階 auスタイルHIROSHIMA（KDDIの直営店）、BLUE LEAF CAFÉ(1階に併設)
- 3階 渡部陶苑・多山文具本通ヒルズ店
- 4階 医療法人 絹谷産婦人科
- 5階 kinutani
- 7階 ひがき乳腺クリニック

## アクセス
- 鉄道
  - 広島電鉄（路面電車） - 本通電停または紙屋町東電停
  - アストラムライン - 本通駅
- バス
  - 本通りバス停など